# Manuel Zúñiga
Manuel Zúñiga Fernández  (Luciana, Ciudad Real, España, 19 de julio de 1960) es un entrenador de fútbol español. En su etapa como futbolista jugaba de interior derecho, de carácter defensivo.

## Trayectoria
Manuel Zúñiga Fernández , más conocido como Zúñiga, fue fichado por el R. C. D. Español cuando contaba con 19 años procedente del Calvo Sotelo de Puertollano cuando ya era internacional juvenil y miembro de la selección española sub-21.
En la temporada 1980-81 fue cedido al Cádiz C. F.,con el que consiguió el ascenso a la primera división, para volver la siguiente temporada al R. C. D. Español.
Fue subcampeón de la Copa de la UEFA en 1988 con el R. C. D. Español y en la siguiente temporada fue fichado por el Sevilla F. C. donde jugó hasta 1991. Posteriormente jugó antes de retirarse como futbolista en el Sabadell la temporada 1991-92 y en el Écija Balompié tres años después, en la temporada 95-96.
En agosto de 2010, fichó como entrenador del Écija Balompié, club en el que se retiró como futbolista. La temporada 2011-12 entrenó al C. D. Puertollano, donde comenzó como jugador.
En 2012 se convierte en entrenador del Club Deportivo San Roque de Lepe, club que militaba en el Grupo 4.º de Segunda División B. En septiembre de 2013 se hizo cargo del Caudal Deportivo tras la destitución de Juan Fidalgo, quien había sumado dos empates y dos derrotas al comienzo de la campaña. Fue destituido el 20 de enero de 2014.

## Selección
Fue 16 veces Internacional Juvenil en el Campeonato del Mundo de Japón 1980, 6 veces Internacional Sub-21, 4 Internacional Sub-23 y 5 veces Olímpica en los Juegos Olímpicos de Moscú 1980.

## Trayectoria como jugador
| Club                 | País   | Año       |
| -------------------- | ------ | --------- |
| R. C. D. Español     | España | 1979-1988 |
| Cádiz C. F. (cedido) | España | 1980-1981 |
| Sevilla F. C.        | España | 1988-1991 |
| C. E. Sabadell       | España | 1991-1992 |
| Écija Balompié       | España | 1995-1996 |

## Trayectoria como entrenador
| Club                             | País   | Año       |
| -------------------------------- | ------ | --------- |
| Écija Balompié                   | España | 2010-2011 |
| C. D. Puertollano                | España | 2011-2012 |
| Club Deportivo San Roque de Lepe | España | 2012-2013 |
| Caudal Deportivo                 | España | 2013-2014 |
| Coria C. F.                      | España | 2019      |

## Estadísticas
| Club             | División           | Año     | Partidos | Goles | Posición |
| ---------------- | ------------------ | ------- | -------- | ----- | -------- |
| Calvo Sotelo     | Segunda División   | 1977-78 |          |       |          |
| Calvo Sotelo     | Segunda División   | 1978-79 |          |       |          |
| Calvo Sotelo     | Segunda División   | 1979-80 | 20       | 8     | 5        |
| R. C. D. Español | Primera División   | 1979-80 | 21       | 1     | 14       |
| R. C. D. Español | Primera División   | 1980-81 | 3        | 0     | 10       |
| Cádiz C. F. (*)  | Ascenso a Primera  | 1980-81 | 10       | 3     | 1        |
| R. C. D. Español | Primera División   | 1981-82 | 32       | 2     | 13       |
| R. C. D. Español | Primera División   | 1982-83 | 32       | 3     | 9        |
| R. C. D. Español | Primera División   | 1983-84 | 31       | 8     | 10       |
| R. C. D. Español | Primera División   | 1984-85 | 33       | 5     | 8        |
| R. C. D. Español | Primera División   | 1985-86 | 29       | 1     | 11       |
| R. C. D. Español | Primera División   | 1986-87 | 43       | 3     | 3        |
| R. C. D. Español | Primera División   | 1987-88 | 35       | 1     | 15       |
| Sevilla F. C.    | Primera División   | 1988-89 | 24       | 1     | 9        |
| Sevilla F. C.    | Primera División   | 1989-90 | 19       | 2     | 6        |
| Sevilla F. C.    | Primera División   | 1990-91 | 21       | 1     | 8        |
| C. E. Sabadell   | Segunda División   | 1991-92 | 24       | 1     | 9        |
| Ecija Balompié   | Segunda División B | 1992-93 | 33       | 0     | 8        |
| Ecija Balompié   | Segunda División B | 1993-94 | 34       | 1     | 3        |
| Ecija Balompié   | Segunda División   | 1994-95 | 14       | 0     | 13       |

(*) cedido por el R. C. D. Español (servicio militar).
No se especifican los partidos oficiales de la Copa del Rey durante toda la trayectoria, ni los partidos disputados en la Copa UEFA temp. 87-88 consiguiendo ser Subcampeón de la UEFA con el R. C. D. Español.